# NGC 6553
NGC 6553 је збијено звездано јато у сазвежђу Стрелац које се налази на NGC листи објеката дубоког неба.
Деклинација објекта је - 25° 54' 26" а ректасцензија 18h 9m 15,6s. Привидна величина (магнитуда) објекта NGC 6553 износи 8,3. NGC 6553 је још познат и под ознакама GCL 88, ESO 521-SC36.